# Krisma

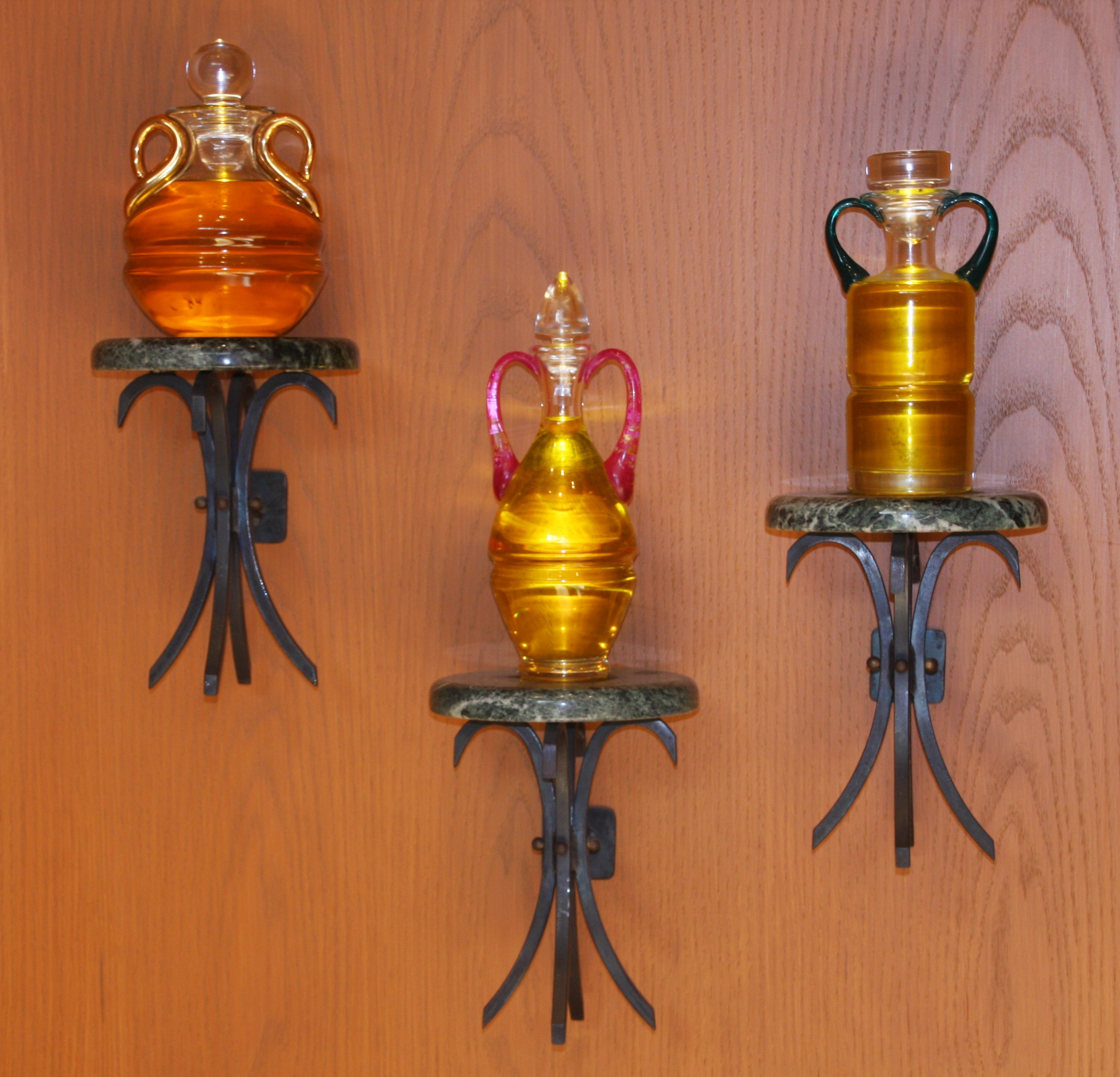
Armarium med den sista smörjelsen, katekumenolja och krisma.

Krisma (grek. χρίσμα, "smörjelse", av chrio "smörja"), är inom den katolska, den orientalisk-ortodoxa och den ortodoxa kyrkan en rituellt brukad olja, konsekrerad av biskop respektive patriark, och som används till smörjelse. Krismeringen härrör i första rummet från uppfattningen om Jesus som Kristus, den smorde, men även från passager i Moseböckerna. Krisma brukas rituellt för människor vid sakramenten de sjukas smörjelse, dopsmörjelse, konfirmation, och präst- och biskopsvigning, men även för föremål, såsom vid invigning av rituella kärl och konsekrering av kyrkobyggnader. Krismering motsvarar det äldre bruket att kungar såsom invigningsritual smordes i en kröningsceremoni. 
Krisman består av olivolja, som parfymerats med balsam eller myrra, såsom är beskrivet i Andra Mosebok 30:22 ff. På skärtorsdagens förmiddag firas en speciell krismamässa, varunder oljan välsignas respektive konsekreras. Olja för olika tillfällen skiljs åt, så att katekumernas olja, den sista smörjelsen och den egentliga krisman tillreds och förvaras i olika kärl, så kallade krismarium. Av dessa välsignas båda utom krisman, som blir konsekrerad. När präster tilldelas sin olja efter krismamässan får de därmed den i tre små kärl. Vid dop och konfirmation krismeras huvud, öron, näsa, och bröst. Vid prästvigning krismeras handflator, och biskopsvigning pannan. 
Smörjelse med välsignad olja förekommer, om än sparsamt, även i Svenska kyrkan.
Om krisma skrev Kyrillos av Jerusalem att det var en förutsättning att ha blivit krismerad för att bli kallad kristen. Krismeringen motsvarar, menade Kyrillos, Jesu andedop. Enligt evangelierna smordes Jesus dessutom av en kvinna som brukar identifieras med Maria Magdalena, se Jesu smörjelse.